# Kławdija Kildiszewa
Kławdija Siergiejewna Kildiszewa (ros. Клавдия Сергеевна Кильдишева, ur. 21 lutego?/6 marca 1917 w Wiaźmie, zm. 2 maja 1994 w Moskwie) – radziecka inżynier i konstruktor lotnicza, Bohater Pracy Socjalistycznej (1981).

## Życiorys
Urodziła się w rodzinie kolejarza. W 1934 ukończyła szkołę średnią w Wiaźmie i rozpoczęła studia na Wydziale Mechaniczno-Matematycznym Moskiewskiego Uniwersytetu Państwowego, po ukończeniu których w 1940 pracowała w biurze konstruktorskim Tupolewa. Od lutego 1941 pracowała w doświadczalnym biurze konstruktorskim (OKB) Jakowlewa, od 1943 należała do WKP(b). Od 1946 do 1949 była zastępcą kierownika laboratorium badań statystycznych samolotów, 1949-1953 zastępcą szefa, a 1953-1956 szefem działu naukowo-badawczego OKB, następnie do 1982 zastępcą głównego konstruktora OKB ds. prac naukowo-badawczych. W 1982 przeszła na emeryturę.

## Odznaczenia i nagrody
- Medal Sierp i Młot Bohatera Pracy Socjalistycznej (23 czerwca 1981)
- Order Lenina (dwukrotnie, 22 lipca 1966 i 23 czerwca 1981)
- Order Czerwonego Sztandaru Pracy (12 lipca 1957)
- Order „Znak Honoru” (2 lipca 1945)
- Nagroda Leninowska (1972)
- Nagroda Państwowa ZSRR (1977)

I medale.